# Gornji Furjan
Gornji Furjan – wieś w Chorwacji, w żupanii karlowackiej, w mieście Slunj. W 2011 roku liczyła 85 mieszkańców.